# Staňkov (powiat Jindřichův Hradec)
Staňkov – wieś i gmina w Czechach, w powiecie Jindřichův Hradec, w kraju południowoczeski.
1 stycznia 2017 gminę zamieszkiwało 216 osób, a ich średni wiek wynosił 46,2 roku.